# Jesper Veileby
Jesper Veileby, född 8 mars 1985 i Karlstad, är en svensk konstnär. 
Veileby studerade vid Kyrkeruds folkhögskola i Årjäng 2006-2007, Dômen konstskola i Göteborg 2008-2009, Konsthögskolan i Malmö med bland annat João Penalva som lärare 2009-2014. Separat har han ställt ut i Konstfrämjandets Konsthall K i Karlstad, The Spot på Kristinehamns konstmuseum, The Spot på Galleri KHM i Malmö och Hidden Playground i Espaço Campanhã Porto Portugal. Han har medverkat i samlingsutställningar på Galleri Arnstedt i Östra Karup, Not Quite i Fengersfors, The space between body and mind Matt18 i Köpenhamn och Colliding Narratives på Inter Arts Center i Malmö.
Han har tilldelats Boulevard of Broken Dreams Stipendiet 2011, Helge Ax:son Johnsons Stiftelse 2015 och Kristinehamns konstmuseums stipendium 2016.
Han har utfört utsmyckningsuppdrag för Artoteket i Värmland och Region Skåne. Han jobbar ihop som en konstduo med António Corceiro-Leal där man intresserar sig om mysticism och frågor om konstens natur.
Veileby arbetade ursprungligen med måleri men arbetar numera huvudsakligen med multimedia-installationer där symbolism och språk är i fokus. 